# Ricardo Uztarroz
Ricardo Uztarroz, né en 1944 à Mauléon-Licharre est un écrivain et journaliste français.

## Biographie

### Formation
Ricardo Uztarroz, basque originaire de la Soule, a suivi ses études secondaires au lycée Artistide Briand de Saint-Nazaire et des études de journalisme, de littérature et de sociologie à Bordeaux.

### Carrière
Journaliste à Presse Océan, Libération  puis à l'AFP durant 25 ans, il fut longtemps en poste au Brésil et au Pérou. Correspondant de guerre, il a couvert en particulier la dernière offensive de la guérilla au Salvador, l'offensive contre les FARC en Colombie et les crises à répétition de Bolivie[réf. nécessaire].  Il a vécu le plus souvent à Lima.
Il est l'auteur de La Véritable Histoire de Robinson Crusoé, l'histoire du naufragé écossais, Alexander Selkirk, qui inspira l'histoire de Robinson Crusoé et d'Amazonie, mangeuse d'hommes, qui traite du destin des explorateurs qui, du XVIe au XXe siècle, ont parcouru cette forêt.

### Récompense
En 2010, il obtient, avec coauteur Claude Gilois, le prix de l’oenotouriste pour leur livre Tour du monde épicurien des vins insolites,.